# 361193 Cheungtaklung
361193 Cheungtaklung è un asteroide della fascia principale. Scoperto nel 2006, presenta un'orbita caratterizzata da un semiasse maggiore pari a 2,4561771 au e da un'eccentricità di 0,2592744, inclinata di 10,80395° rispetto all'eclittica.